# کلوپ صبحانه
کلوپ صبحانه فیلمی است آمریکایی به تهیه کنندگی و کارگردانی جان هیوز. فیلم به خاطر تأثیر عمیقی که به فیلم‌های «جوانانه» بعد از خود گذاشت، اهمیت دارد.

## خلاصه داستان
پنج دانش آموز دبیرستانی که هر یک اخلاق و خصوصیات‌های خاص خود را دارند در یکی از جلسات تنبیهی با هم آشنا می‌شوند. آشنایی که زندگی همهٔ آنها را عوض می‌کند.